# Underbevattning
Underbevattning innebär bevattning av en åker genom ett underjordiskt rörsystem. Samma täckdikesrör kan användas både för dränering och bevattning. En förutsättning är att rörsystemet är ett så kallat undervattenssystem eller byggt för kontrollerad dränering.